# Armée du Caucase du Drapeau rouge

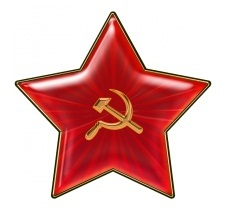
L'armée du Drapeau rouge (emblème)

L'armée du Drapeau rouge du Caucase (russe : Краснознамённая Кавказская армия) est une grande unité territoriale de l'Armée rouge. Elle est créée au Caucase en mai 1921 à partir de la 11e armée sous le nom d'armée indépendante du Caucase (russe : Отдельную Кавказскую армию). 
Le 12 octobre 1921, pour ses distinctions militaires pendant la guerre civile, elle reçoit la bannière d'honneur rouge révolutionnaire (ru).
Elle prend son nom final en 1923 suite à la remise de l'Ordre du Drapeau rouge. 
Elle devient en 1935 le district militaire transcaucasien.